# Xiaomian
Xiaomian (kinesiska: 小沔) är en köping i sydvästra Kina. Den ligger i stadsdistriktet Hechuan i storstadsområdet Chongqing, omkring 63 kilometer norr om det centrala stadsdistriktet Yuzhong. Antalet invånare är 27 154. Befolkningen består av 13 310 kvinnor och 13 844 män. Barn under 15 år utgör 14,0 %, vuxna 15-64 år 68 %, och äldre över 65 år 16,0 %.